# Obelisk (bouwkunst)

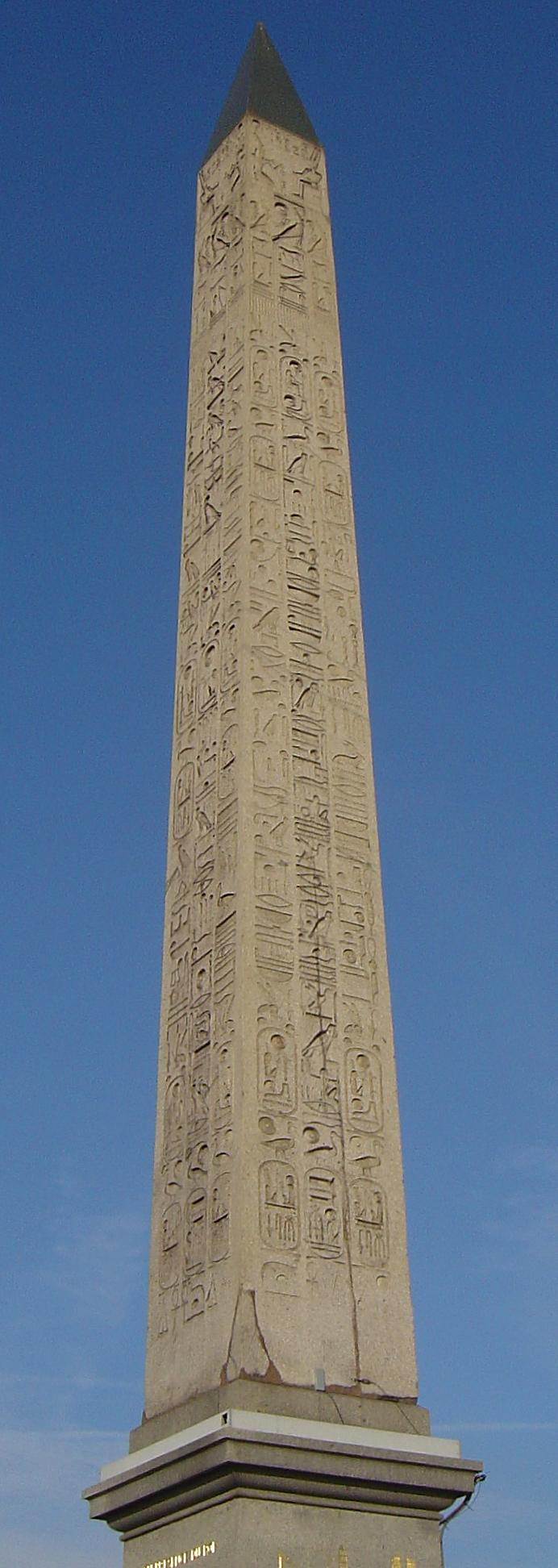
Obelisk van Luxor op de Place de la Concorde te Parijs.

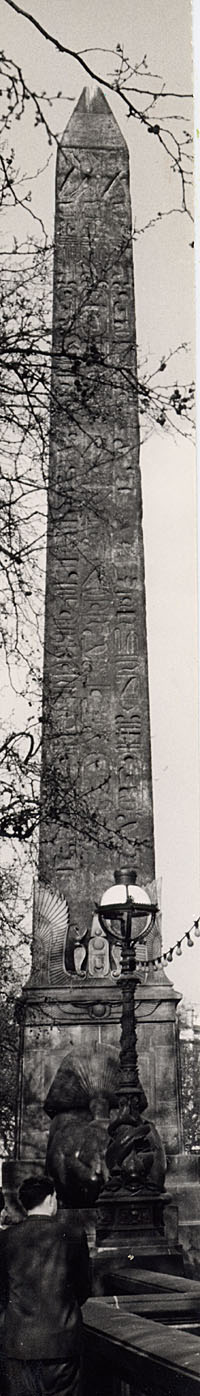
Naald van Cleopatra, een Egyptische obelisk op de oever van de Theems in Londen

Een obelisk is een gedenknaald. Het gaat om een vierkante, naar boven toe iets dunner wordende zuil of kolom, met een piramidevormige punt, meestal van graniet gemaakt. Zuilen uit de oudheid zijn vaak monolieten, maar moderne obelisken worden meestal van meer stenen gemaakt en kunnen ook ruimten bevatten aan de binnenkant. De grootste obelisk uit de oudheid is tot stand gekomen onder farao Thoetmosis IV rond 1400 v.Chr. De 32 meter hoge en 455 ton zware monoliet staat nu bij de Sint-Jan van Lateranen in Rome.
Tussen 1000 v.Chr. en 1000 n.Chr. zijn ook buiten Egypte oorspronkelijke obelisken gebouwd, onder andere in Assyrië, het koninkrijk Aksum, het Romeinse Keizerrijk en het Byzantijnse Rijk.

## Oud-Egypte
De Egyptische obelisken werden in het Egyptisch techen genoemd. Er zijn over de hele wereld ongeveer dertig van bewaard gebleven, waarvan acht in Egypte. Ze werden, vaak in paren, bij de ingang van een tempel gezet. Het waren de opvolgers van de Benbenstenen. De obelisk is een symbool van de zonnegod Ra. Onder de kortdurende theologische revolutie van Echnaton werd de obelisk als een versteende zonnestraal gezien. Mogelijk is er een verband met natuurlijke fenomenen als lichtzuilen of zodiakaal licht.
Het is een wijd verspreide misvatting dat de obelisken van de Egyptenaren dienden als zonnewijzer. Wel werden obelisken later als puntzonnewijzer neergezet, bijvoorbeeld door de Romeinse keizer Augustus in zijn Horologium in Rome en de obelisk op de Place de la Concorde in Parijs.
De gedenknaalden werden voor een pyloon van een tempel geplaatst, meestal paarsgewijs. De obelisk werd meestal gemaakt van roze graniet, afkomstig uit de steengroeve van Aswan. Op de steen staan Egyptische hiërogliefen, ze bevatten de volledige koningstitulatuur van een regerende farao. De top van de obelisk was verguld.

### Geschiedenis van de obelisken in Egypte
De oudst bekende obelisk die is teruggevonden is die van Senoeseret I uit de 12e dynastie van Egypte. Hij staat nog steeds op zijn oorspronkelijke plaats in Heliopolis. De meeste zijn gemaakt in het Nieuwe Rijk. Twee obelisken van de late tijd staan in het British museum te Londen.
De eerste exportgolf van obelisken vond plaats in de Romeinse keizertijd. Uit Egypte werden er enkele naar Rome of Byzantium verscheept. Een tweede verplaatsing dateert uit de 19e eeuw waarbij de steden Londen, New York en Parijs de Naald van Cleopatra ontvingen. In Rome staan diverse obelisken (zie Obelisken van Rome).
Er zijn meer obelisken in het buitenland dan in Egypte zelf.

### Overzicht van obelisken in Egypte
Onderstaande tabel laat de gegevens zien van staande obelisken in Egypte en andere landen.
| Land                | Locatie                                   | Farao                         | Afbeelding |
| ------------------- | ----------------------------------------- | ----------------------------- | ---------- |
| Egypte              | Tempelcomplex van Karnak                  | Thoetmoses I                  |            |
| Egypte              | Tempel van Luxor                          | Ramses II                     |            |
| Egypte              | Tempelcomplex van Karnak                  | Hatsjepsoet                   |            |
| Egypte              | Heliopolis, Caïro                         | Senoeseret I                  |            |
| Egypte              | Museum in Luxor                           | Ramses III                    |            |
| Egypte              | Gezira eiland, Caïro                      | Ramses II                     |            |
| Egypte              | Luchthaven van Caïro                      | Ramses II                     |            |
| Egypte              | Tempelcomplex van Karnak                  | Seti II                       |            |
| Frankrijk           | Place de la Concorde                      | Ramses II                     |            |
| Israël              | Hippodroom van Herodes, Caesarea Maritima | Onbekend                      |            |
| Italië              | Rome, Piazza di San Giovanni in Laterano  | Thoetmoses III, Thoetmoses IV |            |
| Vaticaanstad        | Plein van Sint-Pieter                     | Onbekend                      |            |
| Italië              | Rome, Piazza del Popolo                   | Seti I, Ramses II             |            |
| Italië              | Rome, Piazza di Montecitorio              | Psammetichus II               |            |
| Italië              | Rome, Piazza della Rotonda                | Ramses II                     |            |
| Italië              | Rome, Santa Maria sopra Minerva           | Apriës                        |            |
| Italië              | Rome, Thermen van Diocletianus            | Ramses II                     |            |
| Italië              | Rome, Villa Celimontana                   | Ramses II                     |            |
| Italië              | Sicilië, Catania                          | Onbekend                      |            |
| Italië              | Benevento                                 | Onbekend                      |            |
| Italië              | Florence, Boboli-tuinen                   | Ramses II                     |            |
| Italië              | Urbino, Piazza Rinascimento               | Onbekend                      |            |
| Polen               | Poznań, archeologisch museum als leen     | Ramses II                     |            |
| Turkije             | Hippodroom van Constantinopel             | Thoetmoses III                |            |
| Verenigd Koninkrijk | Londen, Victoria Embankment               | Thoetmoses III                |            |
| Verenigd Koninkrijk | Durham, Universiteit                      | Amenhotep II                  |            |
| Verenigd Koninkrijk | Dorset                                    | Ptolemaeus IX                 |            |
| Verenigd Koninkrijk | Londen, British museum                    | Nectanebo II                  |            |
| Verenigde Staten    | New York, Central Park                    | Thoetmoses III                |            |

## Buiten Egypte
In de 18e eeuw en daarna zijn er onder andere in Apeldoorn, Vaals, Rijswijk, Brussel en Washington nieuwe obelisken opgericht. Deze zijn geen monolieten.

### Funerair erfgoed
In de 19e eeuw werd een obelisk soms als funerair ornament of model gekozen op een praalgraf. Vaak werden deze monumenten verkozen door de rijkere katholieke burgerij, gebeeldhouwd uit arduin of marmer.

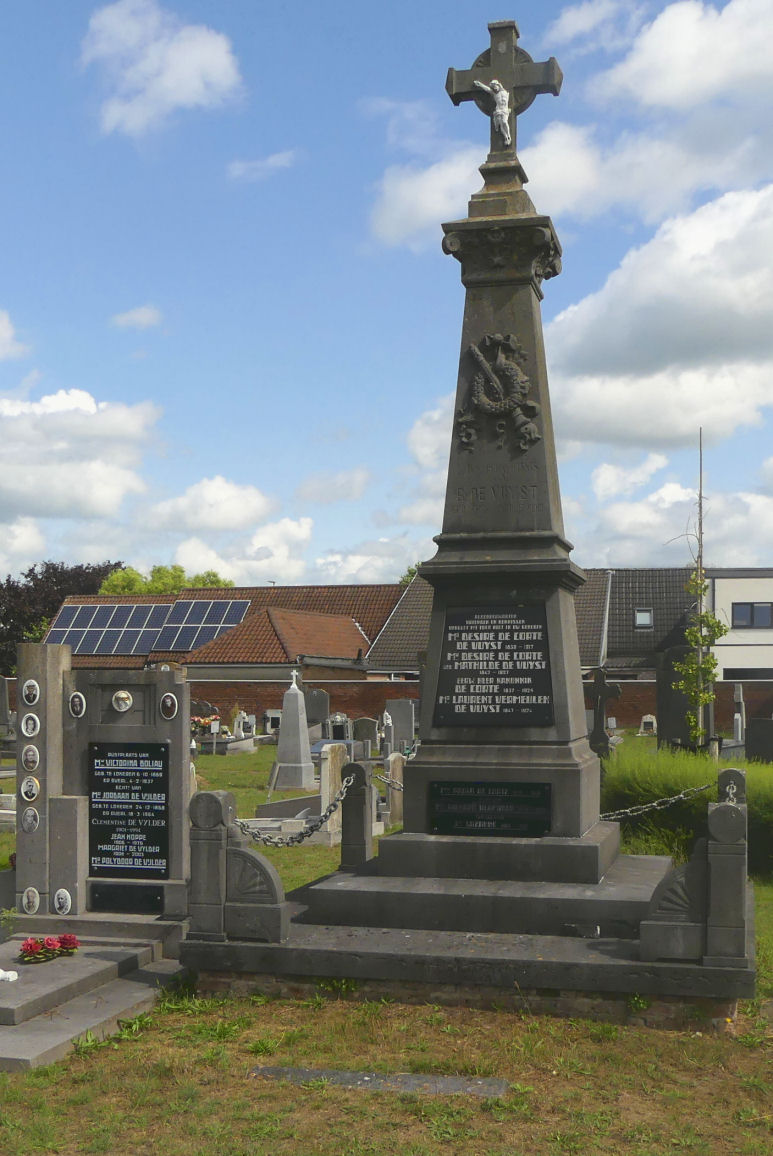
Praalgraf in Lokeren, een obelisk als model
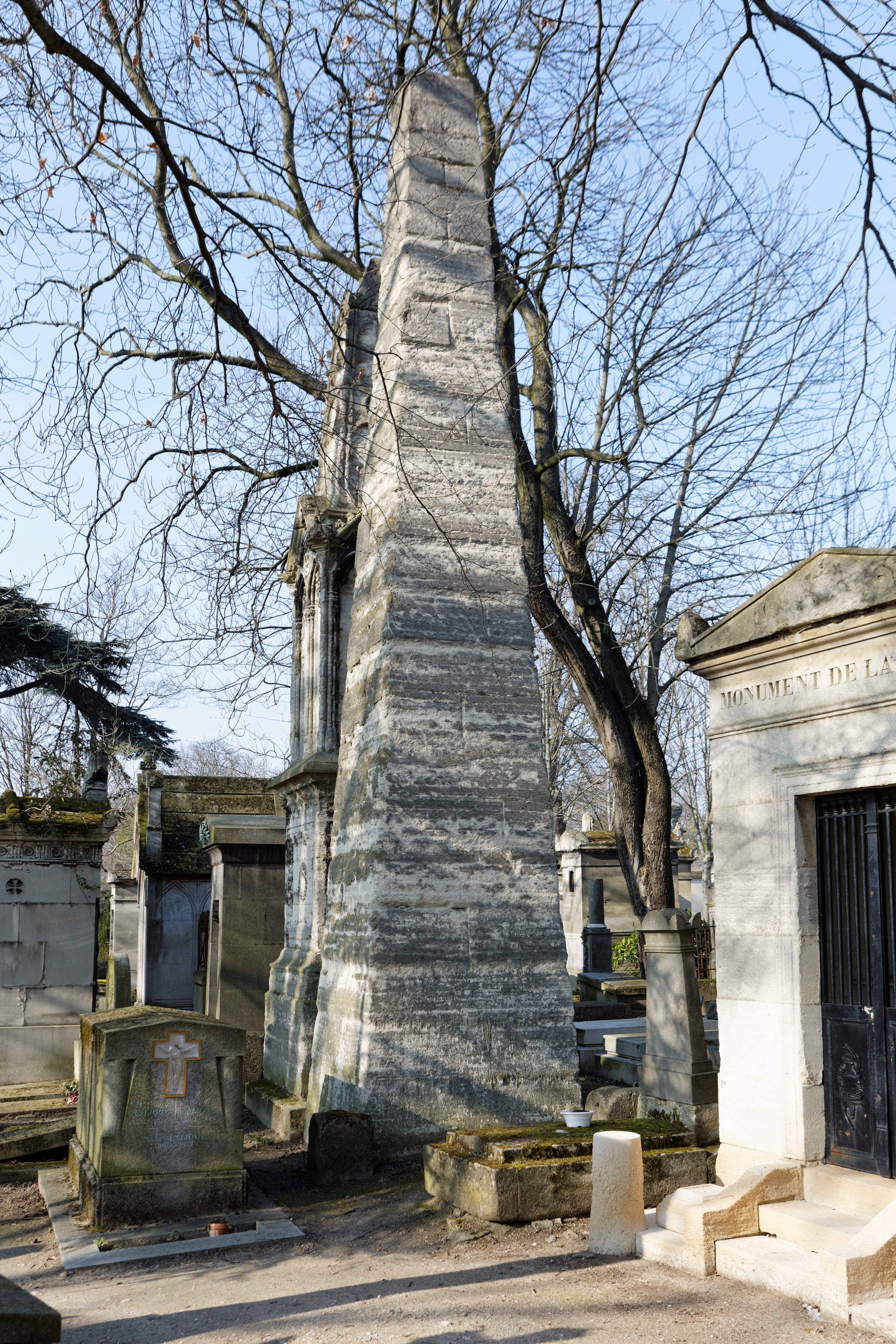
Praalgraf met obelisk, van Michel Adanson Cimetière du Père-Lachaise
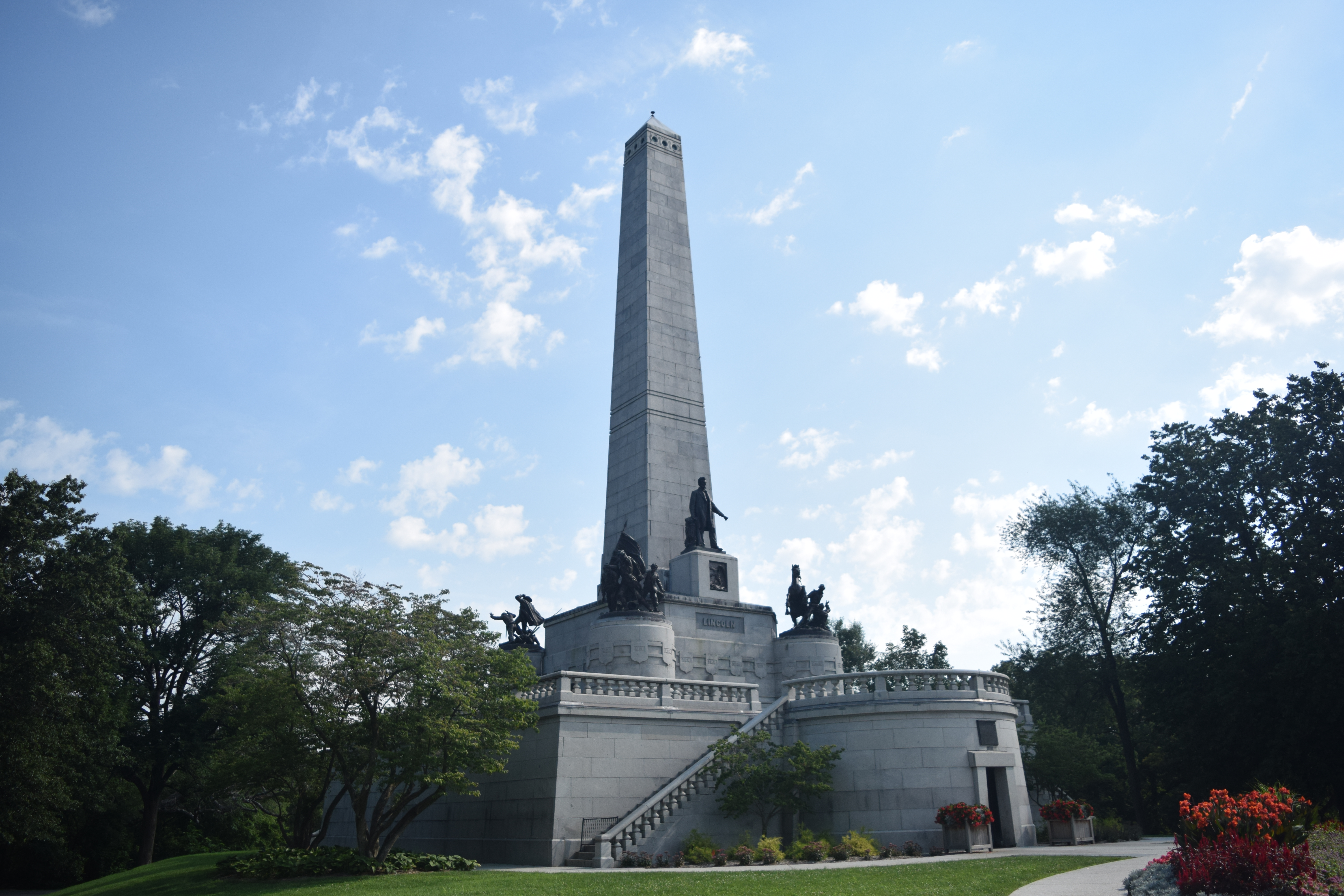
Praalgraf van Abraham Lincoln, Oak Ridge Cemetery
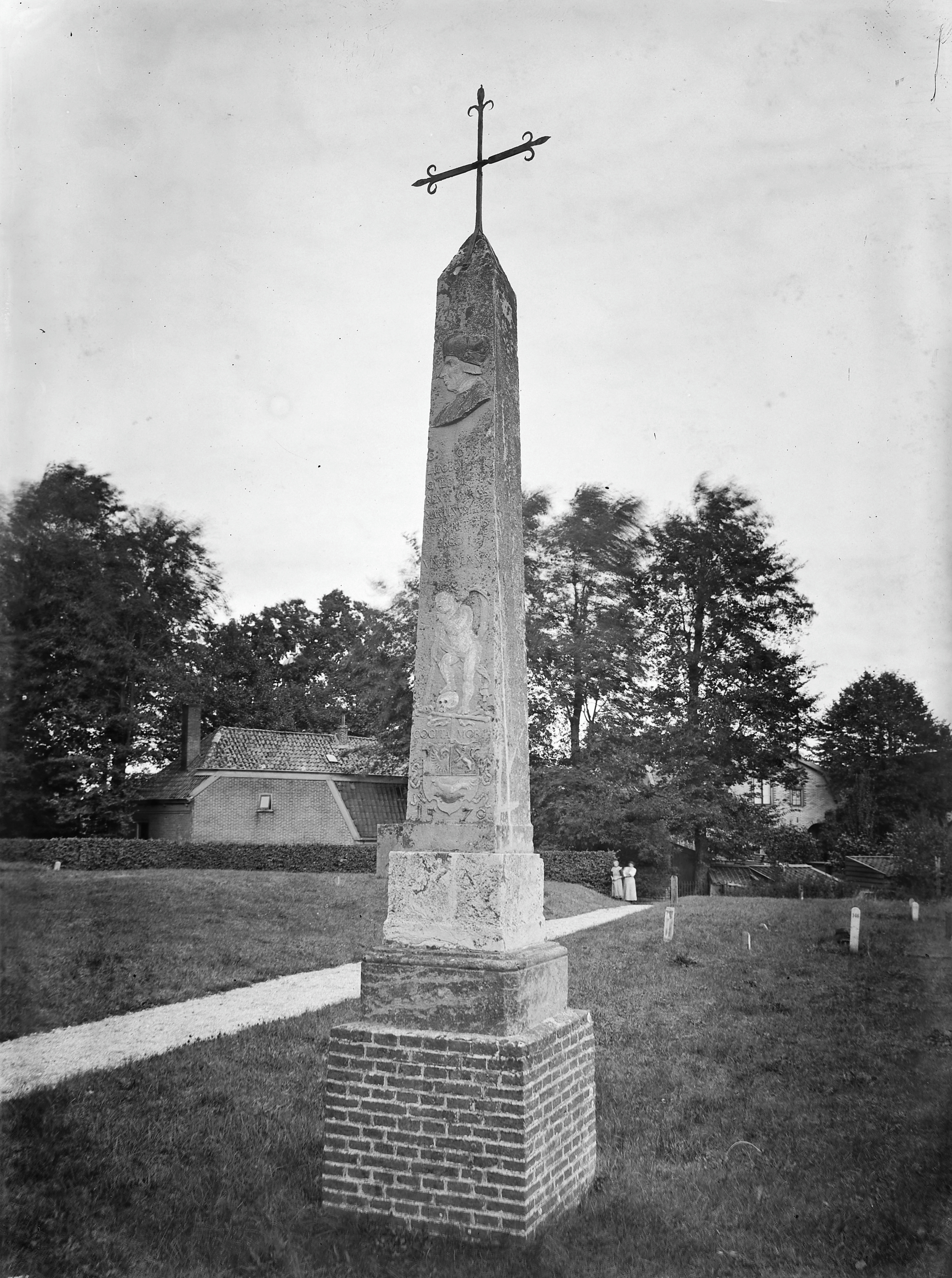
De Obelisk van Heemskerk
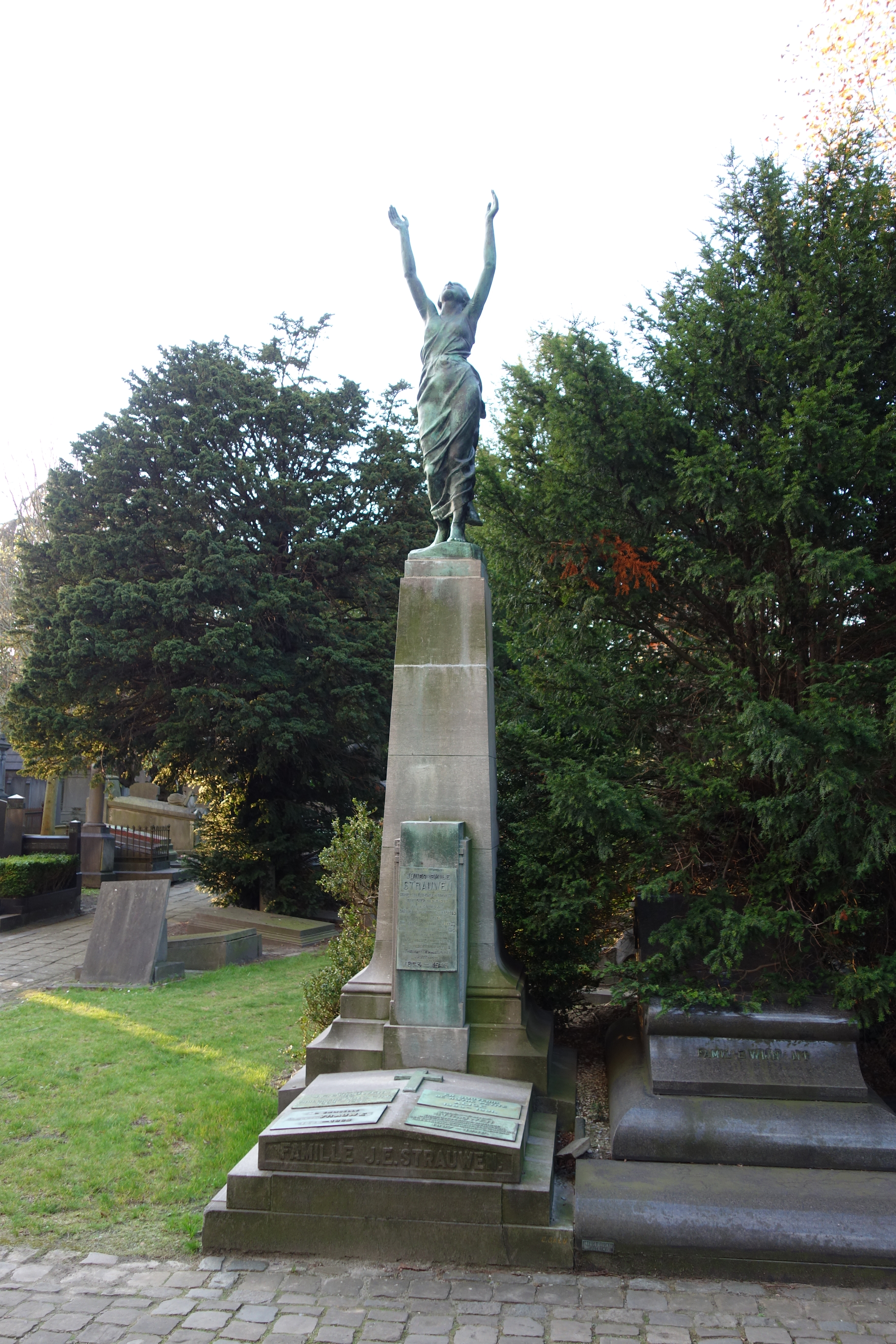
Praalgraf van Jules Strauwen op het kerkhof van Laken
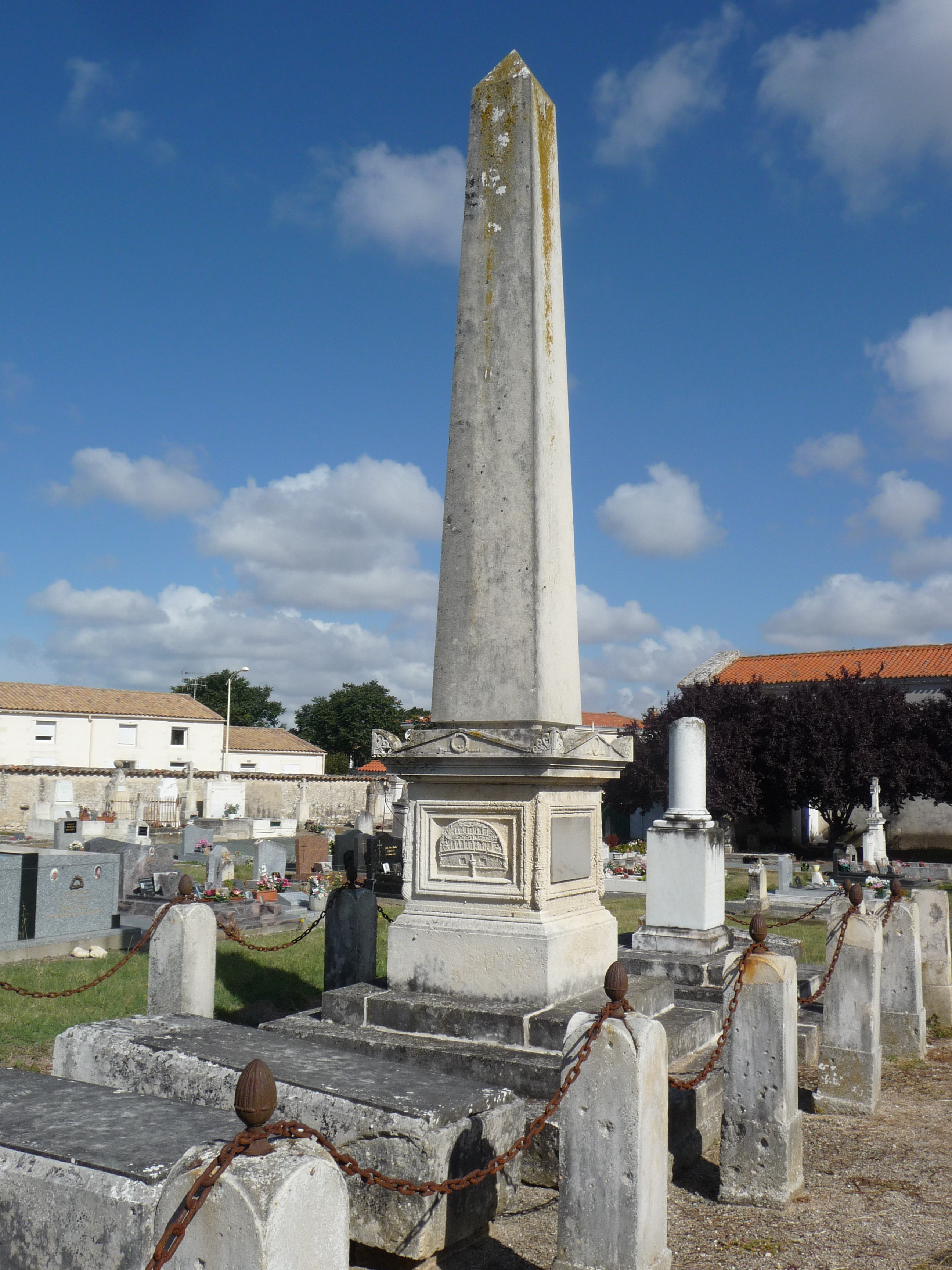
Praalgraf van Jean-Baptiste Hubert (1781-1845)
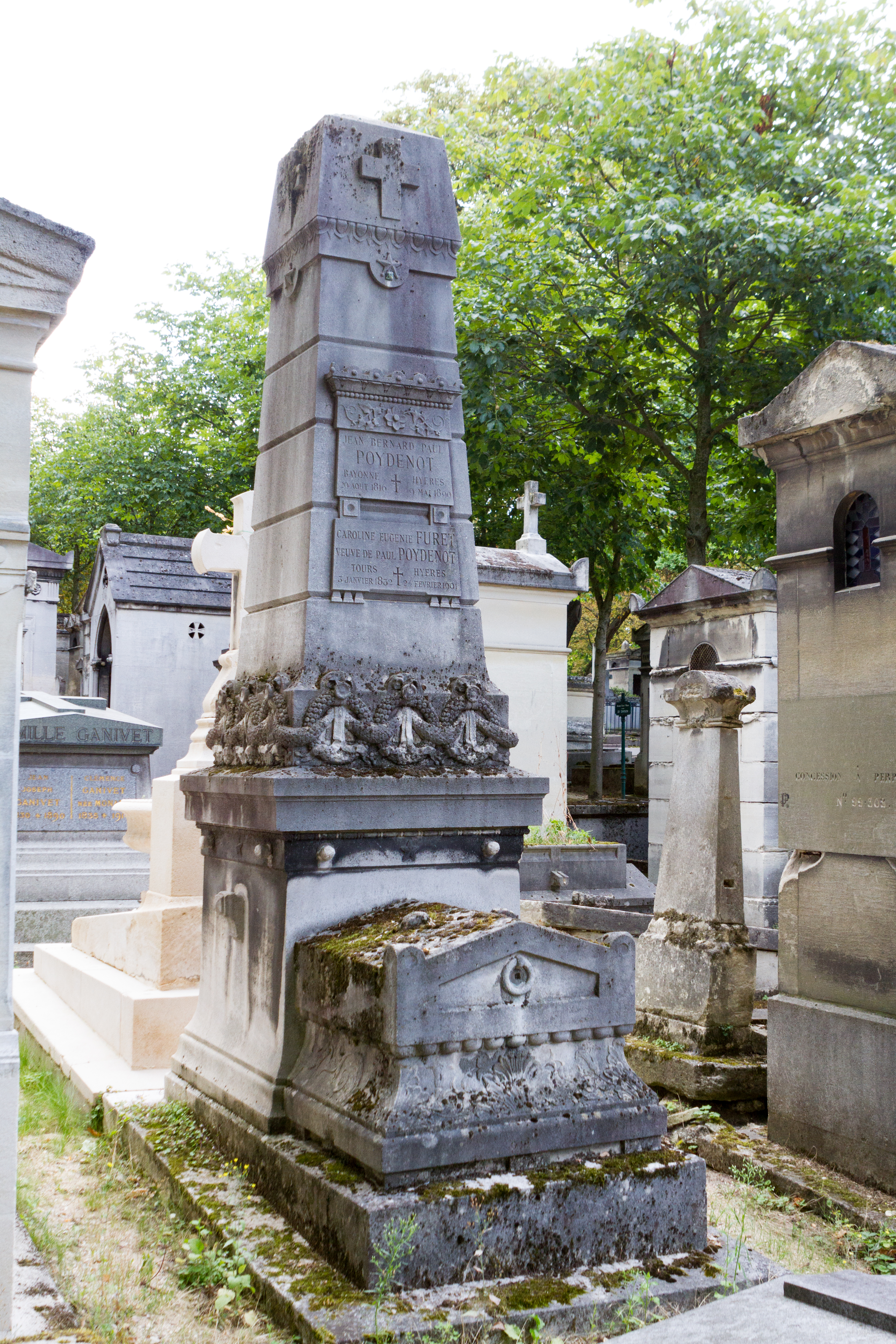
Praalgraf op het kerkhof van Père Lachaise, Parijs

## Literatuur

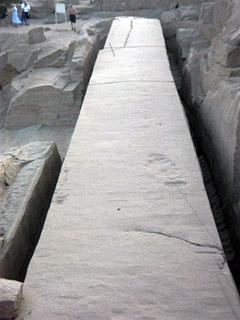
Een onvoltooide obelisk in Aswan
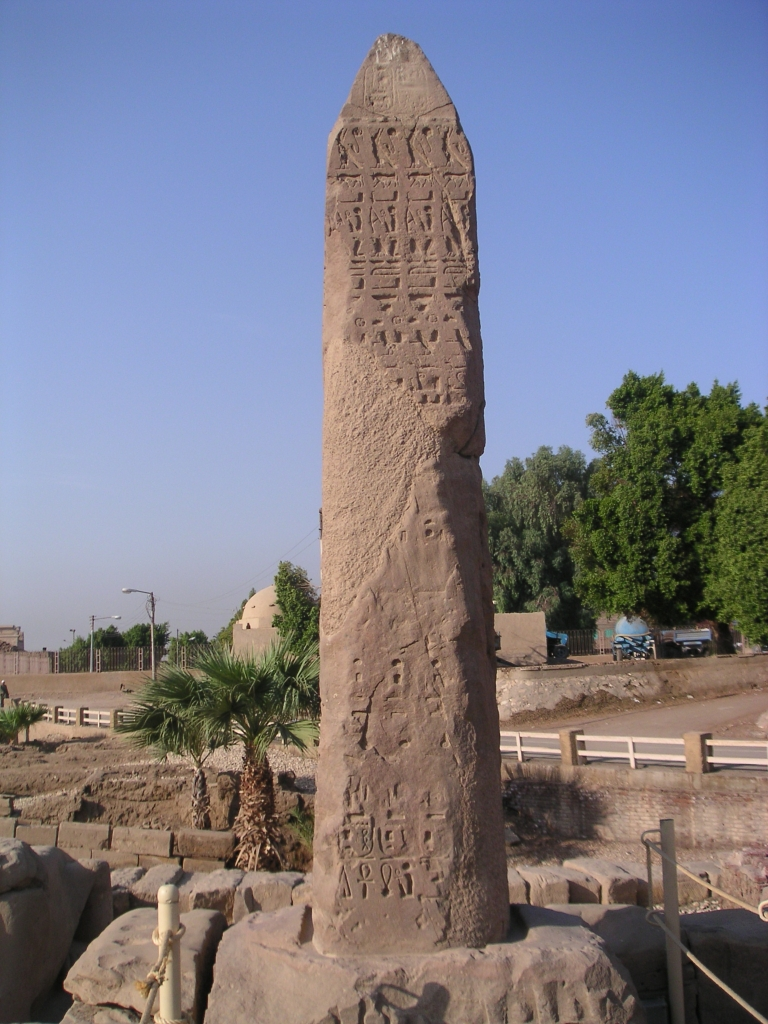
Obelisk van Seti II
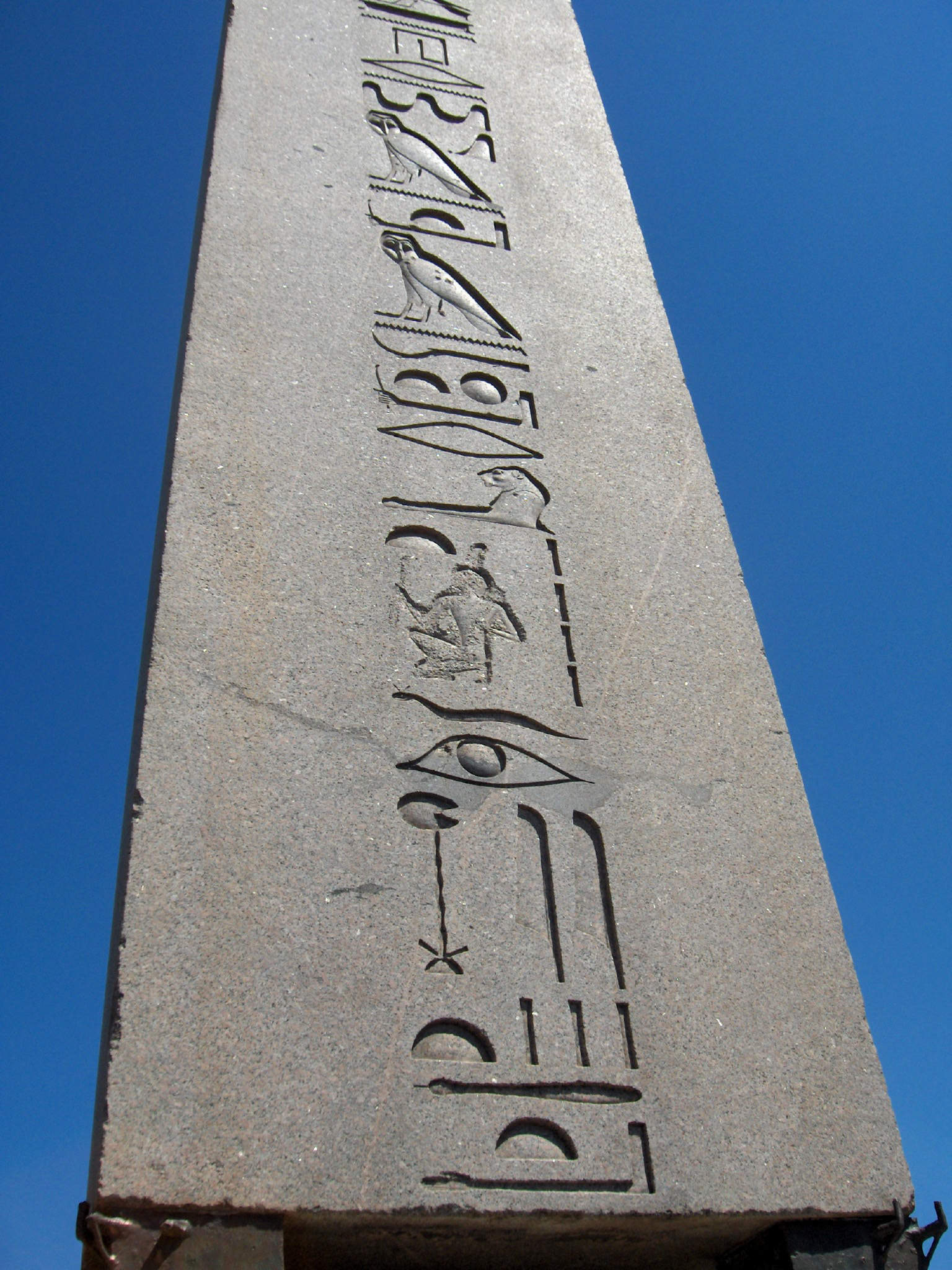
Onderste deel van de inscriptie
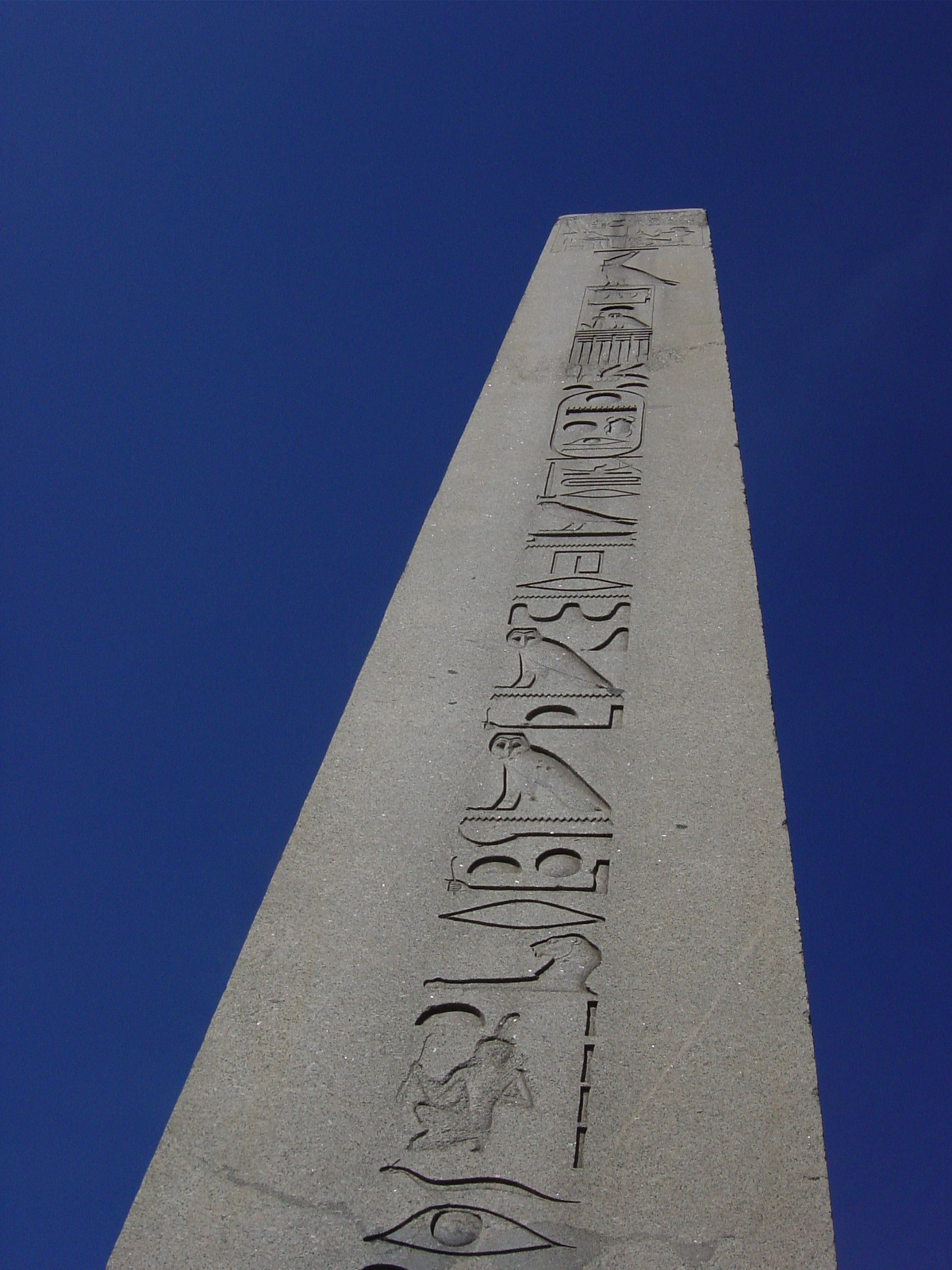
Bovenste deel van de inscriptie